# بانکی (لوئیزیانا)
بانکی (به انگلیسی: Bunkie) شهری در ایالت لوئیزیانا کشور ایالات متحده آمریکا است که جمعیت آن در سرشماری سال ۲۰۱۰ میلادی، ۴٬۱۷۱ نفر بوده‌است.